# 古駱駝
古駱駝（學名：Aepycamelus）是已滅絕的駱駝，生存於中新世（20.6–4.9 百萬年前）的北美洲（如科羅拉多州、蒙大拿州、加利福尼亞州、佛羅里達州等）。
古駱駝是趾行的，並演化成現今駱駝般的墊子。

## 描述

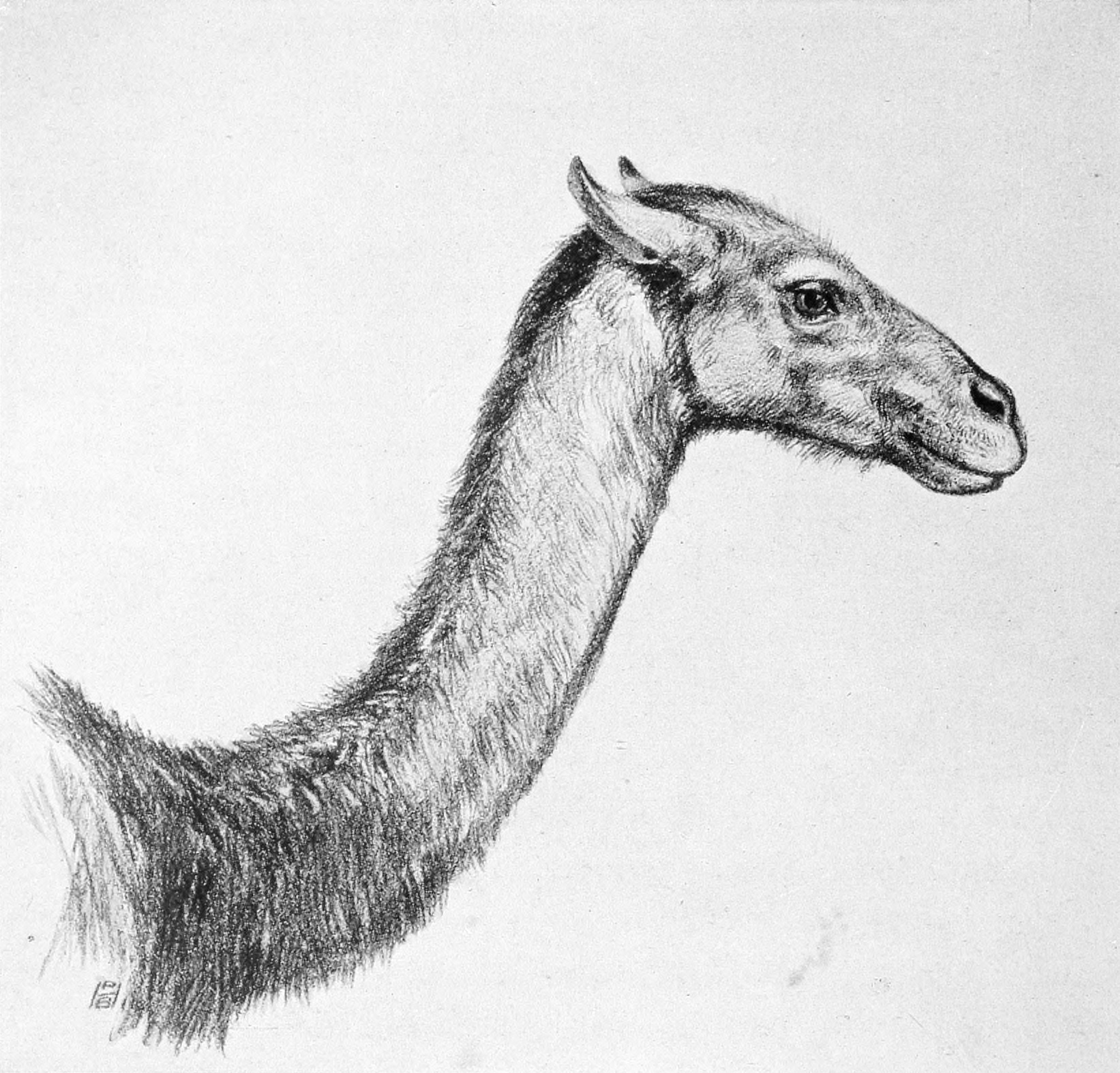
古駱駝（A. elrodi）復原圖，由Robert Bruce Horsfall繪製

古駱駝棲息在有一些樹的大草原上。牠們的外表很怪誕，但卻是高度專化的動物。牠們的頭部相對身體的其他部份較細小，頸部較長，和長頸鹿一樣具有延長的頸椎，四肢較長而像高蹺，肘及膝關節在同一水平高度，頭部離地大約 3米（9.8英尺） 高。
估計牠們像現今的長頸鹿般是單獨或以細小的群族活動，並吃樹上的葉子。故此牠們並沒有競爭者，生存了差不多整個中新世。牠們於上新世開始前就已經滅絕，可能成因是氣候轉變。

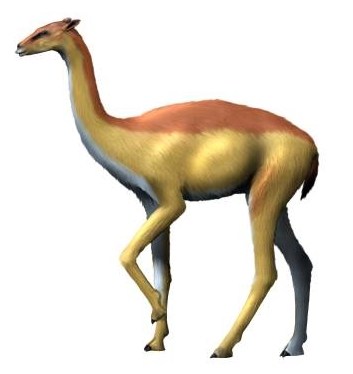
古駱駝（A. giraffinus）復原圖